# Carruagem

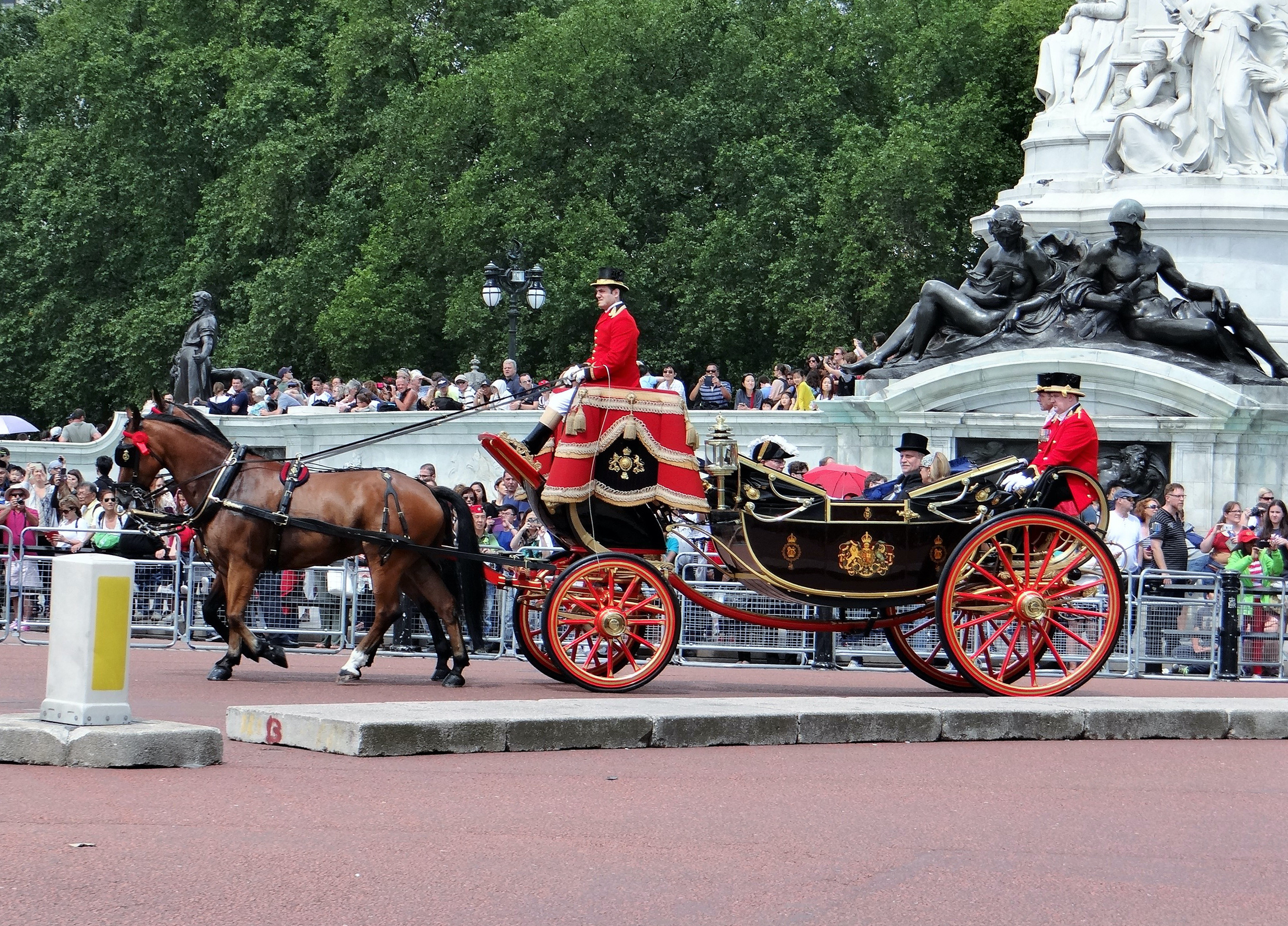
Uma landau real do lado de fora do Palácio de Buckingham, Londres

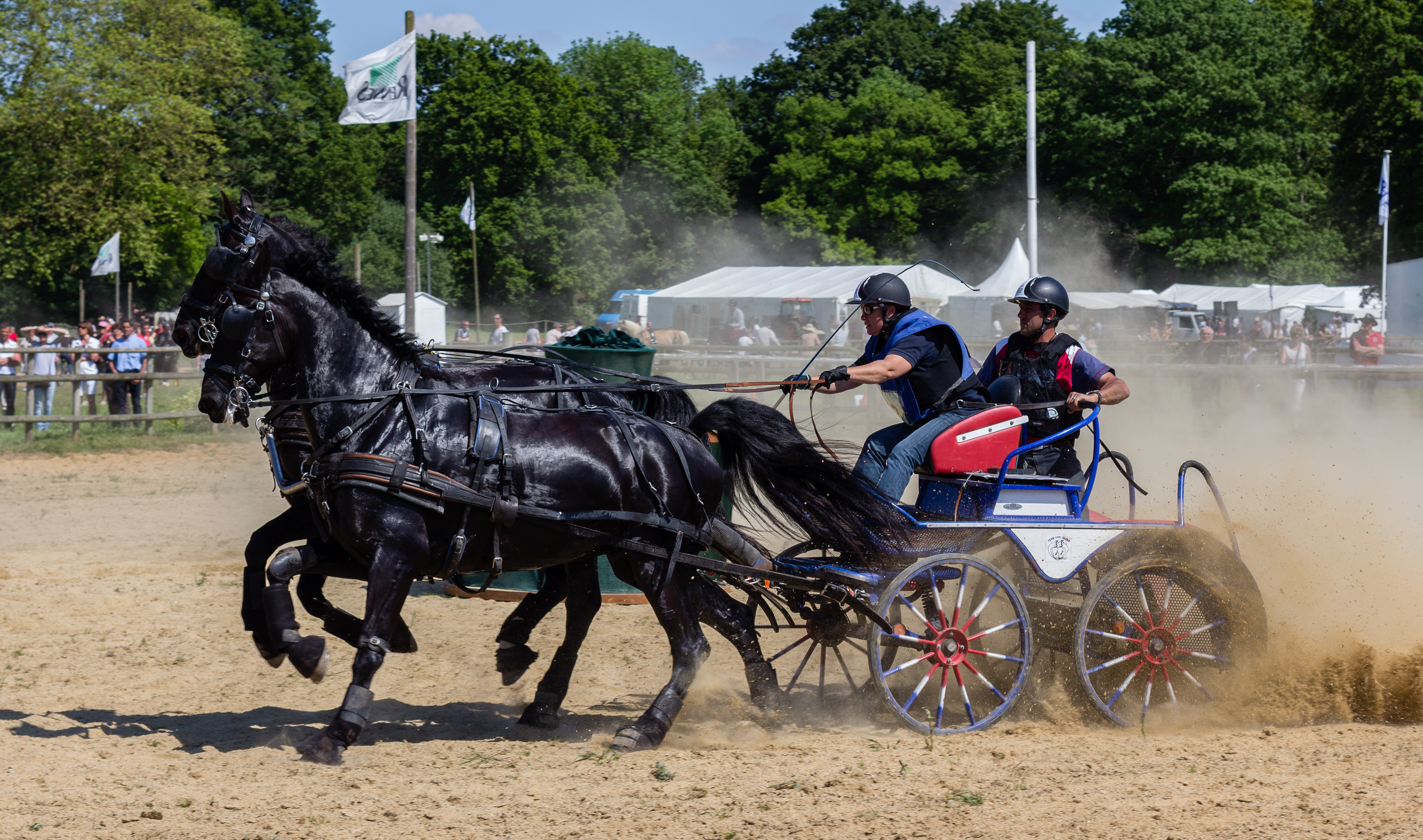
Condução competitiva em Rennes, França

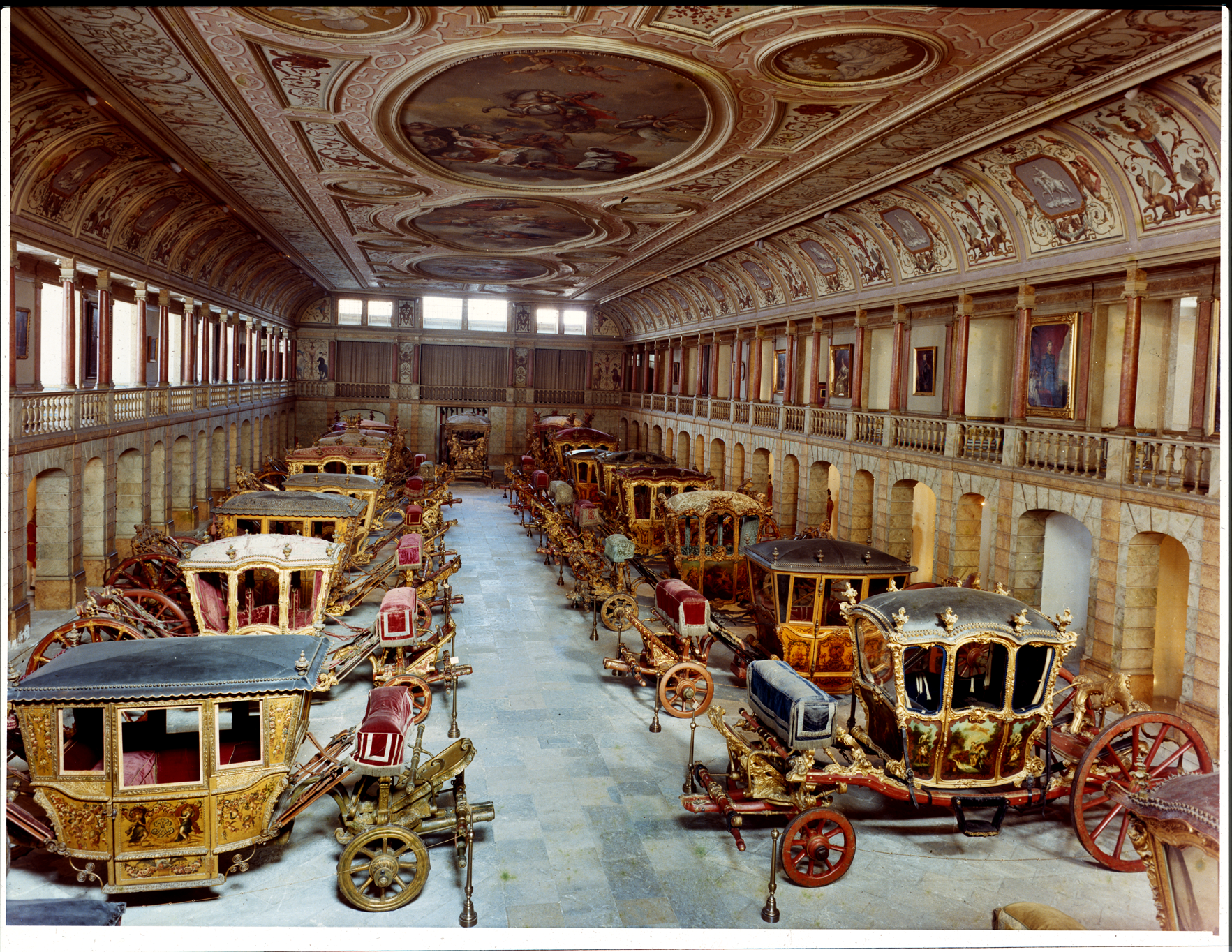
O Museu Nacional dos Coches em Lisboa, Portugal

Uma carruagem é um veículo de passageiros com duas ou quatro rodas, puxado por cavalos. Na Europa, eram um meio de transporte comum para os ricos durante o Império Romano e, novamente, por volta de 1600 até serem substituídos pelo automóvel por volta de 1900. Geralmente eram propriedade dos ricos, mas carruagens particulares de segunda mão tornaram-se um transporte público comum, equivalente aos carros modernos usados como táxis. As suspensões das carruagens eram feitas com correias de couro ou, nas feitas nos últimos séculos, molas de aço. Existem diversos nomes para os diferentes tipos. Carruagens de duas rodas geralmente são conduzidas pelo proprietário.
Coches são uma categoria especial dentro das carruagens. São carruagens com quatro postes de canto e um teto fixo. Os carros de guerra de duas rodas e veículos de transporte como carroças de quatro rodas e carros de duas rodas foram precursores das carruagens.
No século XXI, carruagens puxadas por cavalos são ocasionalmente usadas em desfiles públicos pela realeza e para cerimônias formais tradicionais. Versões modernas simplificadas são feitas para transporte turístico em países quentes e para cidades onde os turistas esperam que carruagens abertas puxadas por cavalos sejam oferecidas. Versões esportivas metálicas simples ainda são feitas para o esporte conhecido como condução competitiva.

## Visão geral

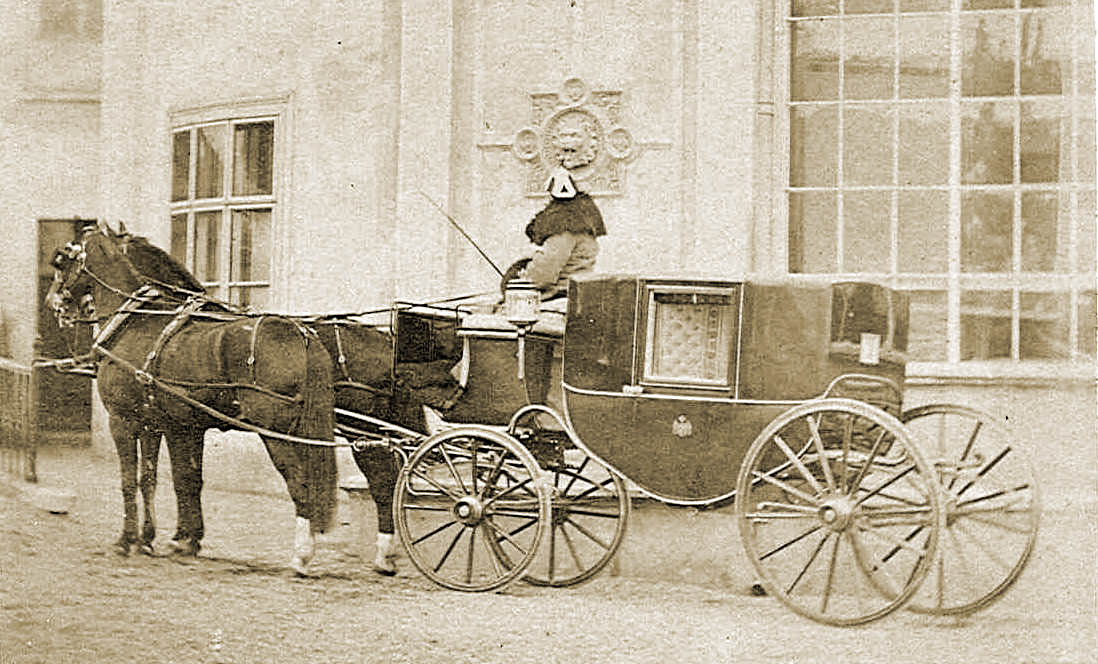
Coche de uma família nobre, c. 1870

A palavra carruagem (abreviada carr ou cge) vem do francês antigo do norte cariage, que significa transportar em um veículo. A palavra carro, que então significava um tipo de carroça de duas rodas para mercadorias, também veio do francês antigo do norte por volta do início do século XIV (provavelmente derivado do latim tardio carro, um carro); também é usada para vagões ferroviários e, nos EUA, no final do século XIX, os primeiros carros (automóveis) foram brevemente chamados de carruagem sem cavalos.

## História

### História antiga
Alguns carros de cavalos encontrados em túmulos celtas mostram indícios de que suas plataformas eram suspensas elasticamente. Carroças de quatro rodas eram usadas na Europa da Idade do Bronze, e sua forma conhecida a partir de escavações sugere que as técnicas básicas de construção de rodas e chassis (que sobreviveram até a era do automóvel) foram estabelecidas então.
Prototipada pela primeira vez no 3º milênio a.C., uma carroça de boi é uma grande carroça de duas rodas puxada por bois ou búfalos. Inclui um mastro de madeira resistente entre os bois, uma jugo conectando um par de bois, uma plataforma de madeira para passageiros ou carga e grandes rodas de madeira com aros de aço.
Modelos de carruagens de duas rodas foram descobertos na civilização do Vale do Indo, incluindo carruagens cobertas puxadas por dois cavalos, semelhantes a ekka, em vários locais como Harapa, Mohenjo-Daro e Chanhu Daro. O tipo mais antigo registrado de carruagem foi o carro de guerra, que chegou à Mesopotâmia por volta de 1900 a.C. Usado principalmente para guerra por egípcios, povos do Oriente Próximo e europeus, era essencialmente uma bacia leve de duas rodas carregando um ou dois passageiros em pé, puxada por um ou dois cavalos. O carro de guerra foi revolucionário e eficaz porque entregava guerreiros frescos a áreas cruciais da batalha com rapidez.

### Carruagem romana

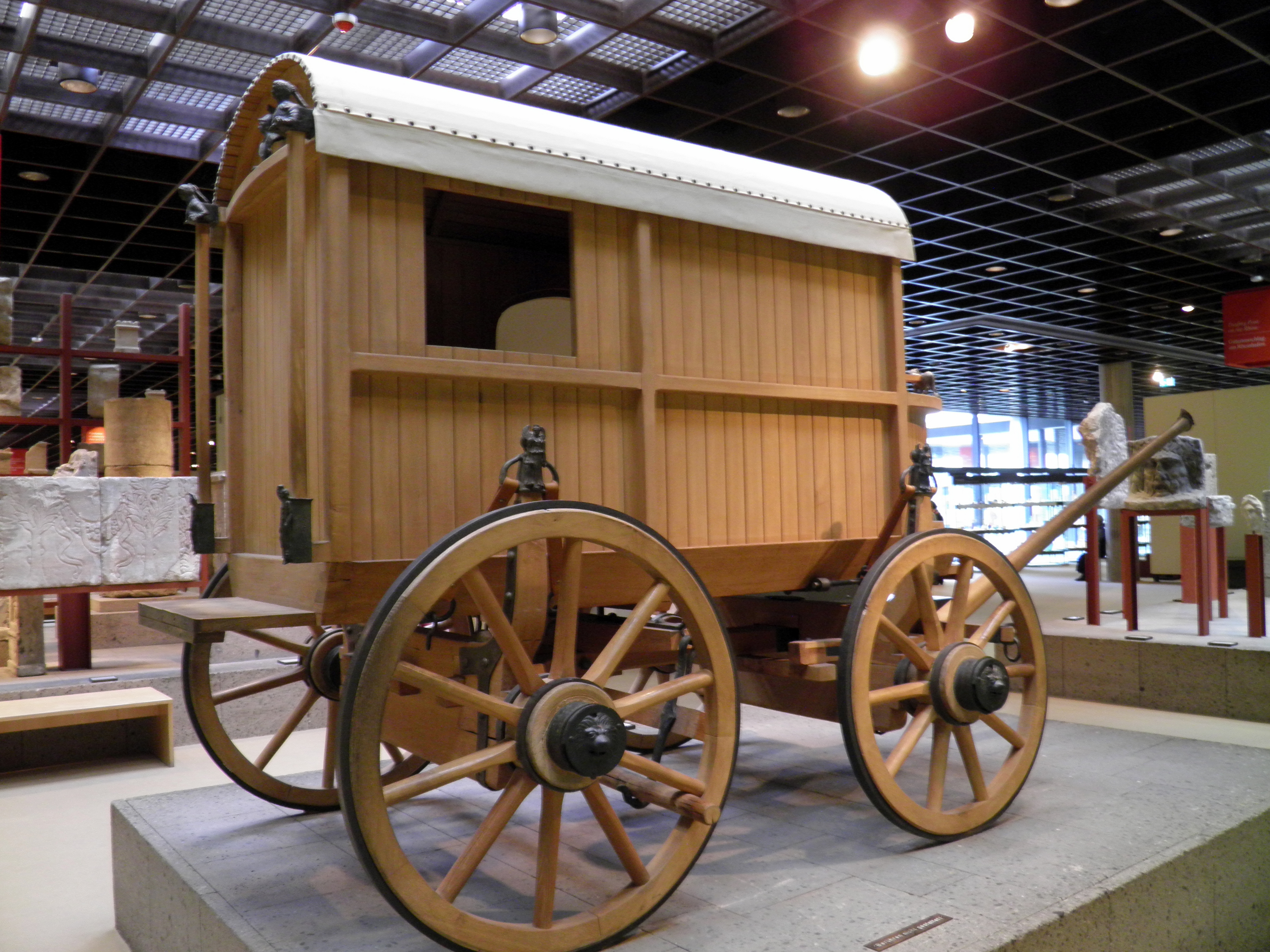
Reconstrução de uma carruagem de viagem romana ricamente decorada com acessórios de bronze, Museu Romano-Germânico, Colônia

Os romanos do século I a.C. usavam carroças com molas para viagens terrestres. É provável que as carruagens romanas empregassem alguma forma de suspensão em correntes ou correias de couro, conforme indicado por peças de carruagem encontradas em escavações. Em 2021, arqueólogos descobriram os restos de uma carruagem cerimonial de quatro rodas, um pilentum, perto da antiga cidade romana de Pompéia. Acredita-se que o pilentum possa ter sido usado em cerimônias como casamentos. A descoberta foi descrita como estando "em um estado de preservação excelente".

### Carruagem chinesa antiga

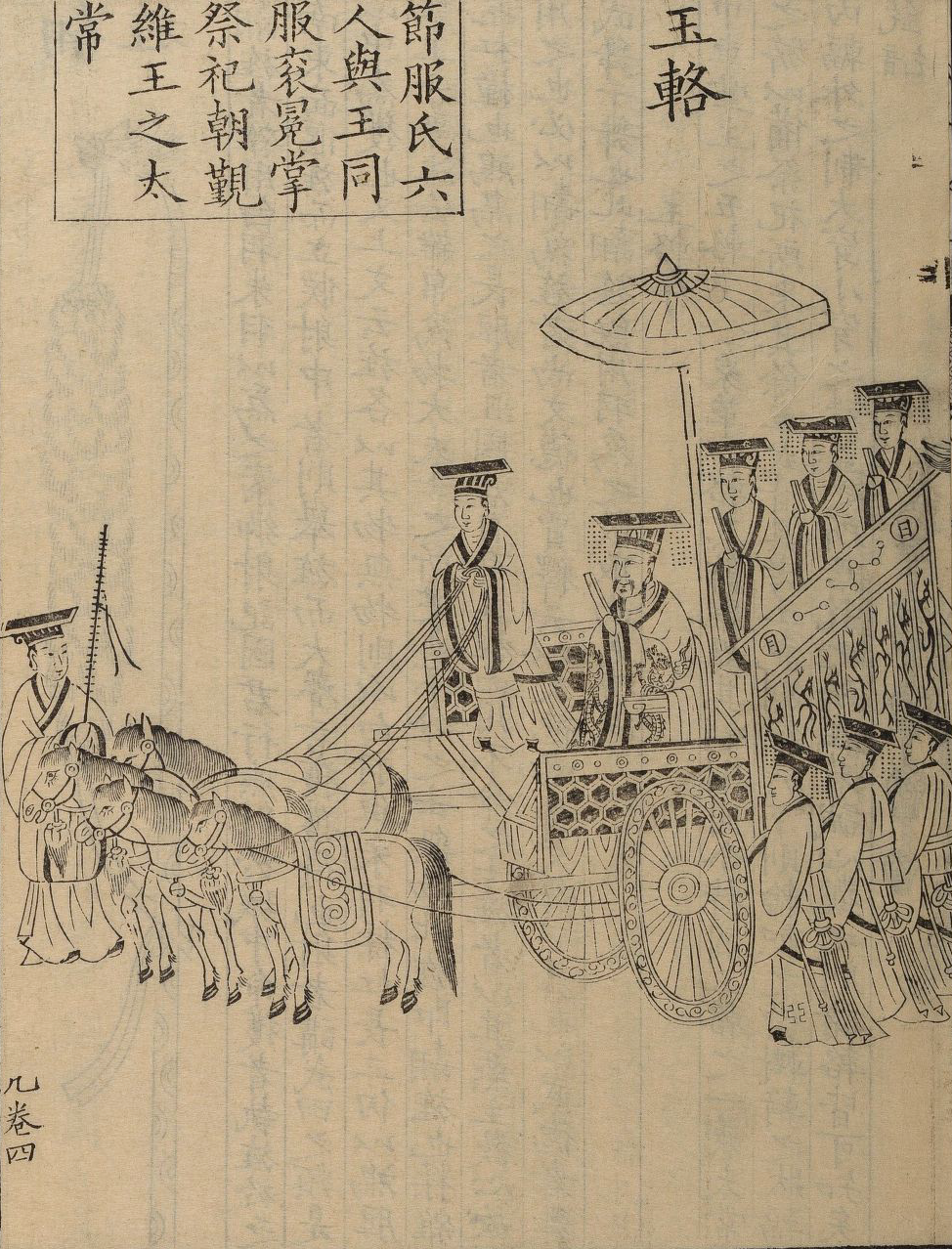
Yulu (玉輅), um carro usado por monarcas chineses

Embora a data exata de quando os chineses começaram a usar carruagens seja amplamente desconhecida, inscrições antigas em ossos oraculares descobertos na província de Henan mostram que a carruagem já havia se desenvolvido em muitas formas diferentes. A evidência arqueológica mais antiga de carros de guerra na China, um local de sepultamento de carros descoberto em 1933 em Hougang, Anyang, na província de Henan, data do reinado do rei Wu Ding do final da dinastia Shang (c. 1250 a.C.). Inscrições em ossos oraculares sugerem que os inimigos ocidentais dos Shang usavam números limitados de carros de guerra em batalha, mas os próprios Shang os usavam apenas como veículos de comando móveis e em caçadas reais.
Durante a dinastia Shang, membros da família real eram enterrados com uma casa completa e servos, incluindo um carro, cavalos e um cocheiro. Um carro Shang era frequentemente puxado por dois cavalos, mas variantes com quatro cavalos são ocasionalmente encontradas em sepultamentos.
Jacques Gernet afirma que a dinastia Zhou, que conquistou os Shang por volta de 1046 a.C., fez mais uso do carro de guerra do que os Shang e "inventou um novo tipo de arreio com quatro cavalos lado a lado". A tripulação consistia em um arqueiro, um condutor e, às vezes, um terceiro guerreiro armado com uma lança ou alabarda. Dos séculos VIII a V a.C., o uso chinês de carros de guerra atingiu seu auge. Embora os carros aparecessem em maior número, a infantaria frequentemente derrotava os carros de guerra em batalha.
A guerra com carros em massa tornou-se quase obsoleta após o Período dos Reinos Combatentes (476–221 a.C.). As principais razões foram o aumento do uso da besta, o uso de alabardas longas de até 18 pés (5,49 m) de comprimento e lanças de até 22 pés (6,71 m), a adoção de unidades de cavalaria padrão e a adaptação da arqueiria montada da cavalaria nômade, que era mais eficaz. Os carros continuariam a servir como postos de comando para oficiais durante a dinastia Qin (221–206 a.C.) e a dinastia Han (206 a.C.–220 d.C.), enquanto carros blindados também eram usados durante a dinastia Han contra a Confederação Xiongnu na Guerra Han-Xiongnu (133 a.C. a 89 d.C.), especificamente na Batalha de Mobei (119 a.C.).

Antes da dinastia Han, o poder dos estados e dinastias chinesas era frequentemente medido pelo número de carros de guerra que possuíam. Um país com mil carros era considerado um país médio, e um país com dez mil carros era considerado um país enorme e poderoso.

### Carruagem medieval

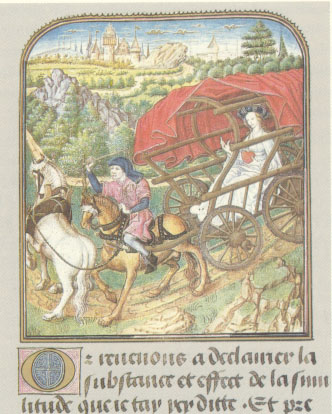
Carroça puxada por cavalos, c. 1455

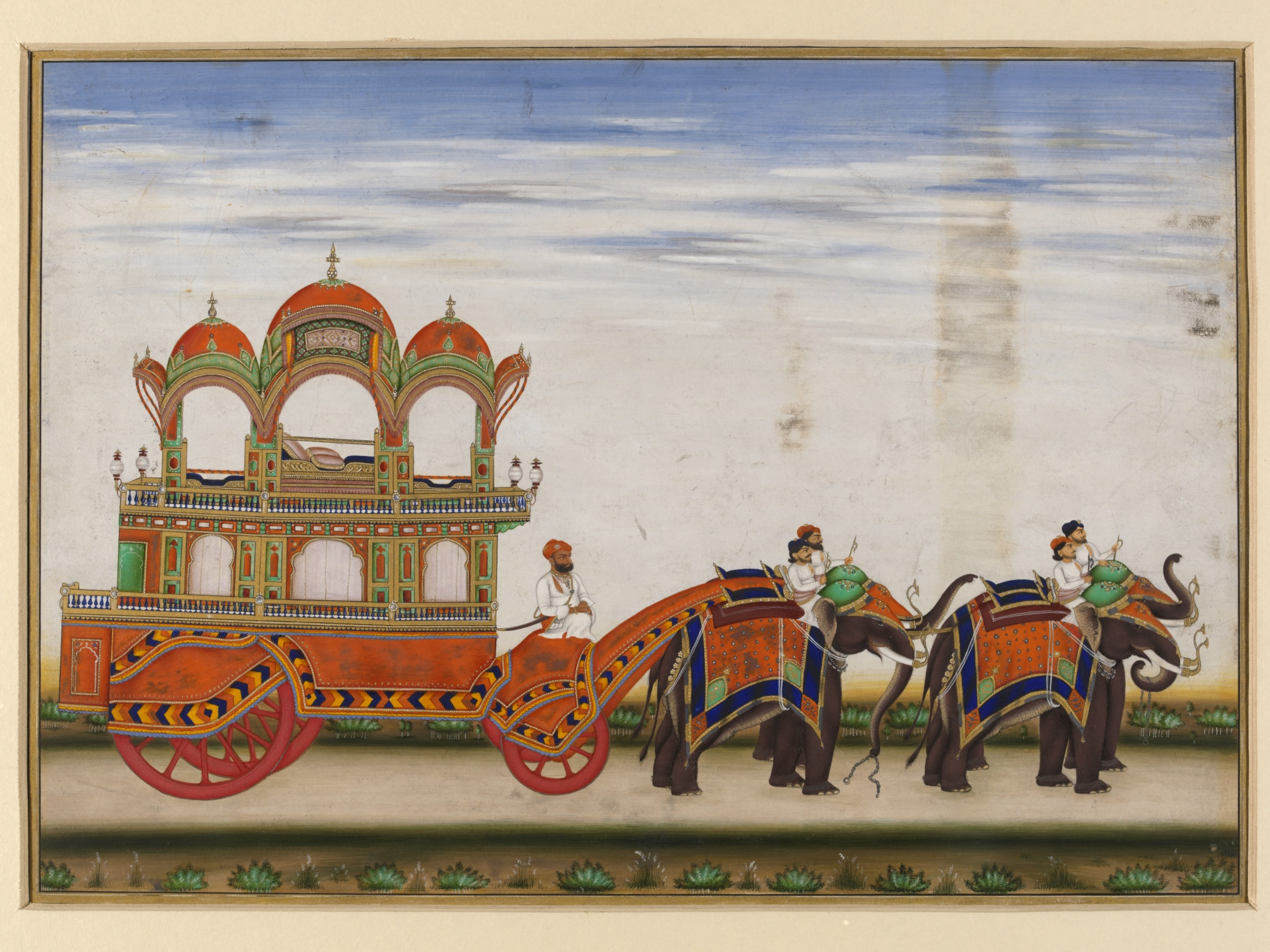
Uma carruagem de dois andares puxada por quatro elefantes

A carruagem medieval era tipicamente um tipo de carroça de quatro rodas, com um topo arredondado ("tilt") semelhante em aparência à carroça Conestoga familiar nos Estados Unidos. Compartilhando a forma tradicional de rodas e chassis conhecida desde a Idade do Bronze, é muito provável que também empregasse o eixo dianteiro pivotante em continuidade do mundo antigo. A suspensão (em correntes) é registrada em imagens visuais e relatos escritos do século XIV ("chars branlant" ou carruagens balançantes) e estava em uso generalizado no século XV. As carruagens eram amplamente usadas pela realeza, aristocratas (e especialmente por mulheres) e podiam ser elaboradamente decoradas e douradas. Essas carruagens geralmente tinham quatro rodas e eram puxadas por dois a quatro cavalos, dependendo de seu tamanho e status. Madeira e ferro eram os principais materiais necessários para construir uma carruagem, e as carruagens usadas por não membros da realeza eram cobertas com couro simples.
Outra forma de carruagem era o carro alegórico do século XIV. Os historiadores debatem a estrutura e o tamanho dos carros alegóricos; no entanto, geralmente são estruturas miniatura semelhantes a casas que repousam sobre quatro a seis rodas, dependendo do tamanho do carro. O carro alegórico é significativo porque, até o século XIV, a maioria das carruagens tinha duas ou três rodas; o carro de guerra, a carruagem balançante e o carrinho de bebê são dois exemplos de carruagens que antecedem o carro alegórico. Os historiadores também debatem se os carros alegóricos eram construídos com sistemas de eixo pivotante, que permitiam que as rodas girassem. Seja um carro alegórico de quatro ou seis rodas, a maioria dos historiadores sustenta que os sistemas de eixo pivotante foram implementados em carros alegóricos porque muitas estradas eram frequentemente sinuosas, com algumas curvas fechadas. Os carros alegóricos de seis rodas também representam outra inovação nas carruagens; foram uma das primeiras carruagens a usar múltiplos eixos pivotantes. Eixos pivotantes eram usados no conjunto dianteiro de rodas e no conjunto médio de rodas. Isso permitia que o cavalo se movesse livremente e conduzisse a carruagem de acordo com a estrada ou caminho.

### Coche

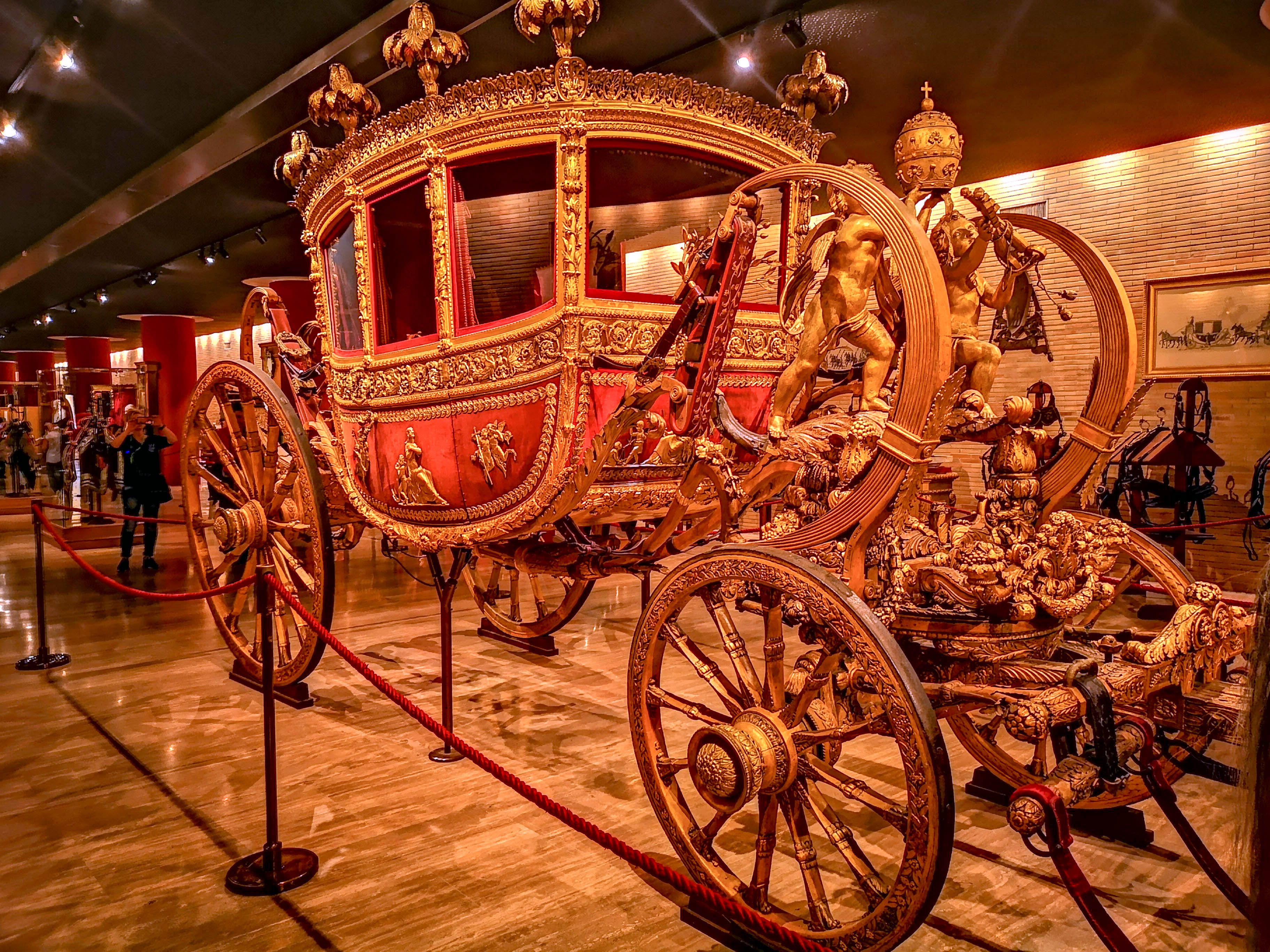
"The Grand Gala Berlin", um coche de gala construído em Roma para o pontífice Leão XII nos anos 1824–1826. Gregório XVI solicitou algumas modificações importantes.

Uma das grandes inovações na história das carruagens foi a invenção da carruagem suspensa ou chariot branlant (embora permaneça incerto se esta foi uma inovação romana ou medieval). O "chariot branlant" das ilustrações medievais era suspenso por correntes, e não por correias de couro, como se acreditava. A suspensão, seja em correntes ou couro, poderia proporcionar uma viagem mais suave, pois o corpo da carruagem não mais repousava sobre os eixos, mas não podia impedir o balanço (branlant) em todas as direções. É claro a partir de ilustrações (e exemplos sobreviventes) que a carruagem suspensa medieval com um toldo redondo era um tipo europeu generalizado, referido por qualquer número de nomes (carro, currus, char, chariot).
Na Inglaterra do século XIV, carruagens, como a ilustrada no Saltério de Luttrell, ainda seriam um meio de transporte aristocrático bastante raro e muito caro até o final do século. Elas teriam quatro rodas de seis raios com seis pés de altura que eram ligadas por eixos engordurados sob o corpo do coche e não necessariamente tinham qualquer suspensão. O chassis era feito de vigas de carvalho e o teto em forma de barril era coberto com couro ou tecido pintado de forma brilhante. O interior incluía assentos, camas, almofadas, tapeçarias e até tapetes. Eles seriam puxados por quatro a cinco cavalos.
Sob o rei Matias Corvino (1458–90), que apreciava viagens rápidas, os húngaros desenvolveram o transporte rodoviário rápido, e a cidade de Kocs entre Budapeste e Viena tornou-se uma importante cidade postal e deu seu nome ao novo tipo de veículo. As primeiras ilustrações do "carro Kochi" húngaro não indicam qualquer suspensão, um corpo com laterais altas de vime leve e tipicamente puxado por três cavalos em arreios. Modelos posteriores eram consideravelmente mais leves e famosos por um único cavalo poder puxar muitos passageiros.

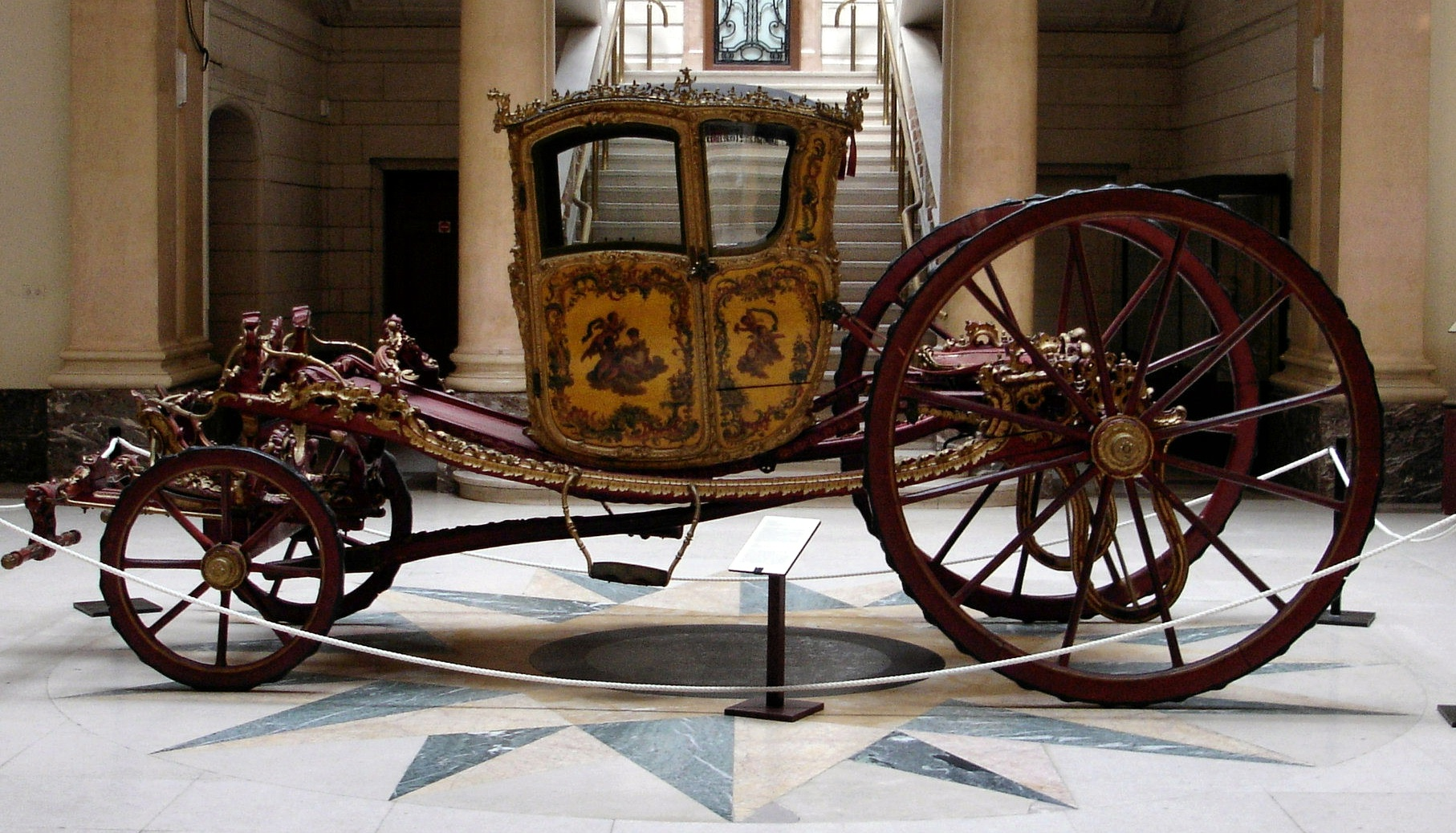
Um Coupé de Gala, ca. 1750–1770; Museus Reais de Arte e História, Bruxelas

O coche húngaro espalhou-se pela Europa, inicialmente de forma bastante lenta, em parte devido a Hipólito d'Este de Ferrara (1479–1520), sobrinho da rainha Matias, Beatriz de Aragão, que, como um jovem arcebispo de Esztergom, desenvolveu um gosto por cavalgadas húngaras e levou seu coche e cocheiro de volta para a Itália. Então, de forma bastante repentina, por volta de 1550, o "coche" fez sua aparição nas principais cidades da Europa, e a nova palavra entrou no vocabulário de todas as suas línguas. No entanto, o novo "coche" parece ter sido um conceito fashion (viagem rápida por estrada para homens) tanto quanto qualquer tipo específico de veículo, e não há nenhuma mudança tecnológica óbvia que acompanhou a inovação, seja no uso de suspensão (que veio antes) ou na adoção de molas (que veio depois). À medida que seu uso se espalhava pela Europa no final do século XVI, a estrutura do corpo do coche foi finalmente alterada, de um toldo de topo redondo para as carruagens de "quatro postes" que se tornaram padrão em todos os lugares por volta de 1600.

### Desenvolvimento posterior do coche

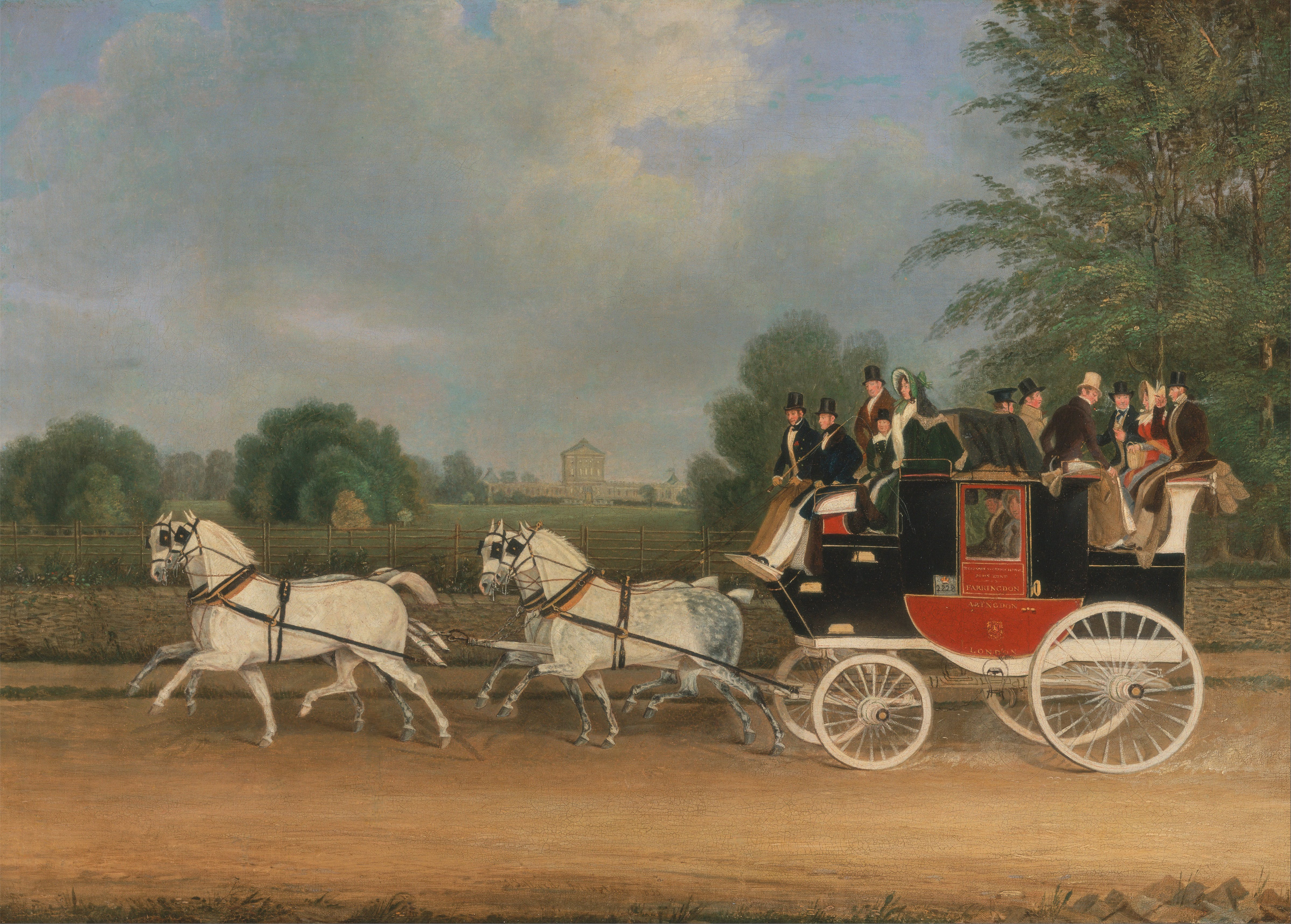
O coche London-Farringdon, 1835

O coche tinha portas laterais, com um degrau de ferro protegido por couro que se tornou o "porte-bagagens" no qual os criados podiam viajar. O condutor sentava-se em um assento na frente, e o ocupante mais importante sentava-se atrás, voltado para a frente. Os coches mais antigos podem ser vistos na Veste Coburg, Lisboa e no Kremlin de Moscou, e tornaram-se comuns na arte europeia. Foi apenas no século XVII que mais inovações com molas de aço e vidraças ocorreram, e apenas no século XVIII, com melhores superfícies de estrada, houve uma grande inovação com a introdução da mola de aço em forma de C.
Muitas inovações foram propostas, e algumas patenteadas, para novos tipos de suspensão ou outros recursos. Foi apenas a partir do século XVIII que mudanças nos sistemas de direção foram sugeridas, incluindo o uso da 'quinta roda' substituindo o eixo dianteiro pivotante, e sobre a qual a carruagem girava. Outra proposta veio de Erasmus Darwin, um jovem médico inglês que conduzia uma carruagem cerca de 10.000 milhas por ano para visitar pacientes em toda a Inglaterra. Darwin encontrou dois problemas ou deficiências essenciais da carruagem leve ou carruagem húngara comumente usada. Primeiro, as rodas dianteiras eram giradas por um eixo dianteiro pivotante, que era usado há anos, mas essas rodas eram frequentemente bastante pequenas e, portanto, o cavaleiro, a carruagem e o cavalo sentiam o impacto de cada solavanco na estrada. Em segundo lugar, ele reconheceu o perigo de capotagem.
Um eixo dianteiro pivotante muda a base de uma carruagem de um retângulo para um triângulo porque a roda no interior da curva pode girar mais acentuadamente do que a roda dianteira externa. Darwin sugeriu uma correção para essas insuficiências propondo um princípio no qual as duas rodas dianteiras giram (independentemente do eixo dianteiro) sobre um centro que fica na linha estendida do eixo traseiro. Essa ideia foi posteriormente patenteada em 1818 como direção Ackermann. Darwin argumentou que as carruagens seriam então mais fáceis de puxar e menos propensas a capotar.
O uso de carruagens na América do Norte veio com o estabelecimento de colonos europeus. As primeiras trilhas de cavalos coloniais rapidamente se transformaram em estradas, especialmente à medida que os colonos estendiam seus territórios para o sudoeste. Os colonos começaram a usar carroças à medida que essas estradas e o comércio aumentavam entre o norte e o sul. Eventualmente, carruagens ou coches eram procurados para transportar mercadorias e pessoas. Como na Europa, carros de guerra, coches e carruagens eram um sinal de status. Os plantadores de tabaco do sul foram alguns dos primeiros americanos a usar a carruagem como forma de transporte humano. À medida que a indústria do cultivo de tabaco crescia nas colônias do sul, também crescia a frequência de carruagens, coches e carroças. Na virada do século XVIII, o uso de veículos com rodas nas colônias estava em um recorde. Carruagens, coches e carroças eram tributados com base no número de rodas que tinham. Esses impostos foram implementados principalmente no Sul, pois o Sul tinha um número superior de cavalos e veículos com rodas em comparação com o Norte. A Europa, no entanto, ainda usava o transporte por carruagem com muito mais frequência e em uma escala muito maior do que em qualquer outro lugar do mundo.

### Declínio
Carruagens e coches começaram a desaparecer à medida que o uso da propulsão a vapor começou a gerar mais e mais interesse e pesquisa. A energia a vapor rapidamente venceu a batalha contra a força animal, como evidenciado por um artigo de jornal escrito na Inglaterra em 1895 intitulado "Carne de Cavalo vs. Vapor". O artigo destaca a morte da carruagem como o principal meio de transporte.

### Atualmente
As carruagens ainda são usadas para transporte diário nos Estados Unidos por alguns grupos, como os amish, e são usadas em centros urbanos ao redor do mundo para turistas e passeios. As Royal Mews em Londres abrigam uma grande coleção de coches e carruagens regularmente usados pela Família Real Britânica, particularmente durante eventos cerimoniais como os desfiles de carruagens no início de cada dia do Royal Ascot.

## Construção

### Corpo

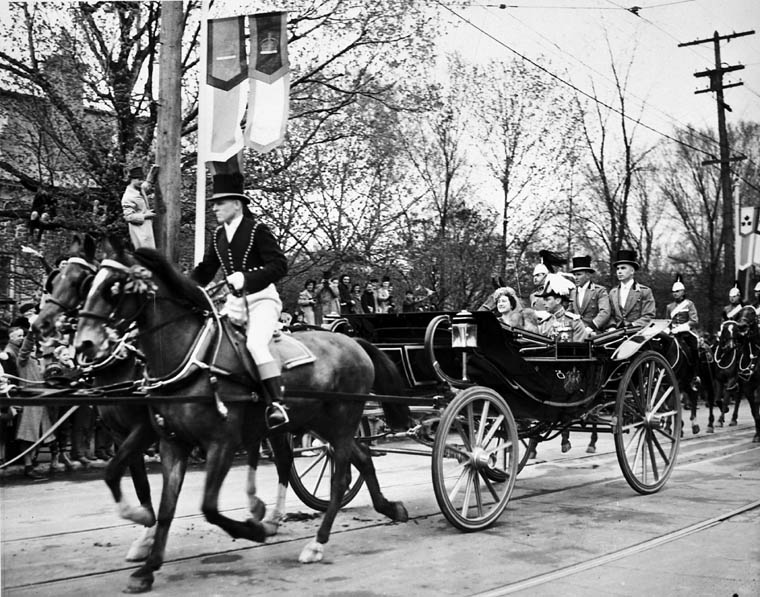
Jorge VI e Rainha Elizabeth em um landau com lacaio e postilhão, montando no cavalo da roda próxima, controlando ambas as equipes de cavalos. Canadá, 1939

As carruagens podem ser fechadas ou abertas, dependendo do tipo. A cobertura superior para o corpo de uma carruagem é chamada de cabeça ou capota e às vezes é flexível e projetada para ser dobrada quando desejado. Esse tipo de capota dobrável é chamado de capota de fole ou calash. Um hoopstick forma um membro de estrutura leve para esse tipo de capota. O topo, teto ou compartimento do segundo andar de um coche era chamado de imperial. Uma carruagem fechada pode ter janelas laterais chamadas quarter lights (britânico), além de janelas nas portas, daí um "coche de vidro". Na parte dianteira de uma carruagem aberta, uma tela de madeira ou couro chamada painel de instrumentos intercepta água, lama ou neve lançada pelos cascos dos cavalos. O painel de instrumentos ou o teto da carruagem às vezes tem uma peça lateral projetada chamada asa (britânico). Um ferro de pé ou plataforma de pé pode servir como degrau da carruagem.
O assento do condutor para um cocheiro ficava na frente do corpo da carruagem, enquanto os lacaios ficavam em um estribo ou sentavam em um assento atrás do corpo. Se qualquer assento fosse elevado em uma estrutura de ferro e não construído como parte do corpo da carruagem, recebia o nome de assento dickey. Originalmente, o dickey ficava na parte traseira, mas no início dos anos 1900, o assento dianteiro estava sendo chamado de dickey. Um porte-bagagens era um lugar para bagagem ou outro armazenamento e às vezes era construído sob o assento do condutor ou do lacaio, ao contrário dos assentos dickey elevados. Os primeiros porte-bagagens eram projeções onde os passageiros colocavam os pés, daí o nome porte-bagagens. Quando um porte-bagagens era construído sob o assento do condutor, era chamado de assento de caixa. Os termos modernos para o assento no qual o condutor se senta são caixa e assento de caixa, mesmo quando o estilo da carruagem é conduzido pelo proprietário em vez de conduzido por cocheiro.
Os assentos de passageiros em carruagens incluem a seguinte terminologia e arranjos:
- Um assento transversal ou transverso é alinhado da esquerda para os lados direitos do veículo; os passageiros ficam voltados para frente ou para trás.
- Um assento longitudinal corre no sentido do comprimento, da frente para trás.
- O método phaeton organiza assentos transversais para todos os passageiros ficarem voltados para frente. Um exemplo é o Surrey.
- O método vis-à-vis de assentos tem assentos transversais organizados para passageiros no assento dianteiro ficarem voltados para os do assento traseiro (face a face). Exemplos incluem todos os coches, o Landau e o Vis-à-vis.
- Um arranjo de assentos dos-à-dos tem assentos transversais para passageiros sentarem de costas um para o outro. Um exemplo é o Dogcart.
- O método jaunting car tem dois assentos longitudinais colocados de costas um para o outro, onde os passageiros ficam voltados para fora. Um exemplo é o Jaunting car fora do carro.
- O método wagonette tem dois assentos longitudinais colocados na borda externa do corpo do veículo, de modo que os passageiros ficam voltados um para o outro; a entrada geralmente é pela parte traseira do veículo. Exemplos incluem a Wagonette e o Governess cart.

Os varais de uma carruagem eram chamados de limbers no dialeto inglês. Lancewood, uma madeira resistente e elástica de várias árvores, era frequentemente usada especialmente para varais de carruagem. Um holdback, consistindo em uma trava de ferro no varão com uma correia em loop, permite que um cavalo recue ou segure o veículo. A extremidade da língua de uma carruagem é suspensa dos colares do arreio por uma barra chamada jugo. Na extremidade de uma tração, um loop chamado olho de galo se prende à carruagem.
Em alguns tipos de carruagem, o corpo é suspenso por várias correias de couro chamadas thoroughbraces ou braces que servem como molas.

### Chassi
Sob o corpo da carruagem está o undercarriage ou chassi (ou simplesmente carruagem), consistindo no trem de rodas e no chassi. As rodas e eixos, em distinção do corpo, são o trem de rodas. As rodas giram sobre rolamentos ou um eixo nas extremidades de uma barra ou viga chamada eixo ou axletree. A maioria das carruagens tem um ou dois eixos. Em um veículo de quatro rodas, a parte dianteira do trem de rodas, ou forecarriage, é organizada para permitir que o eixo dianteiro gire independentemente do eixo traseiro fixo. Em algumas carruagens, um eixo abaixado, dobrado duas vezes em um ângulo reto perto das extremidades, permite um corpo baixo com rodas grandes. Um guarda chamado dirtboard impede que a sujeira entre no braço do eixo.
Vários membros estruturais formam partes do chassi que suportam o corpo da carruagem. O fore axletree e a barra de splinter acima dele (que suporta as molas) são unidos por um pedaço de madeira ou metal chamado futchel, que forma um soquete para o mastro que se estende do eixo dianteiro. Para resistência e suporte, uma haste chamada backstay pode se estender de qualquer extremidade do eixo traseiro até o reach, o mastro ou haste que une o eixo traseiro ao suporte dianteiro acima do eixo dianteiro.
Um freio chamado drag, dragshoe, shoe ou skidpan retarda o movimento das rodas. Uma patente londrina de 1841 descreve um desses aparelhos: "Uma viga com ferradura, ligeiramente mais longa que o raio da roda, é articulada sob o eixo de modo que, quando liberada para atingir o solo, o impulso para frente do veículo a prende contra o eixo". A característica original dessa modificação era que, em vez da prática usual de ter que parar a carruagem para recolher a viga e assim perder impulso útil, a corrente que a mantinha no lugar é liberada (da posição do condutor) para que ela possa girar ainda mais em sua direção para trás, liberando o eixo. Um sistema de "alavancas pendentes" e correias permite que a viga retorne à sua primeira posição e esteja pronta para uso adicional.
Uma trava ou bloco chamado trigger pode ser usado para segurar uma roda em uma inclinação.
Uma roda horizontal ou segmento de uma roda chamado quinta roda às vezes forma um suporte estendido para evitar que a carruagem tombe; consiste em duas partes girando uma sobre a outra sobre o kingbolt ou perchbolt acima do eixo dianteiro e sob o corpo. Um bloco de madeira chamado headblock pode ser colocado entre a quinta roda e a mola dianteira.

### Rodas

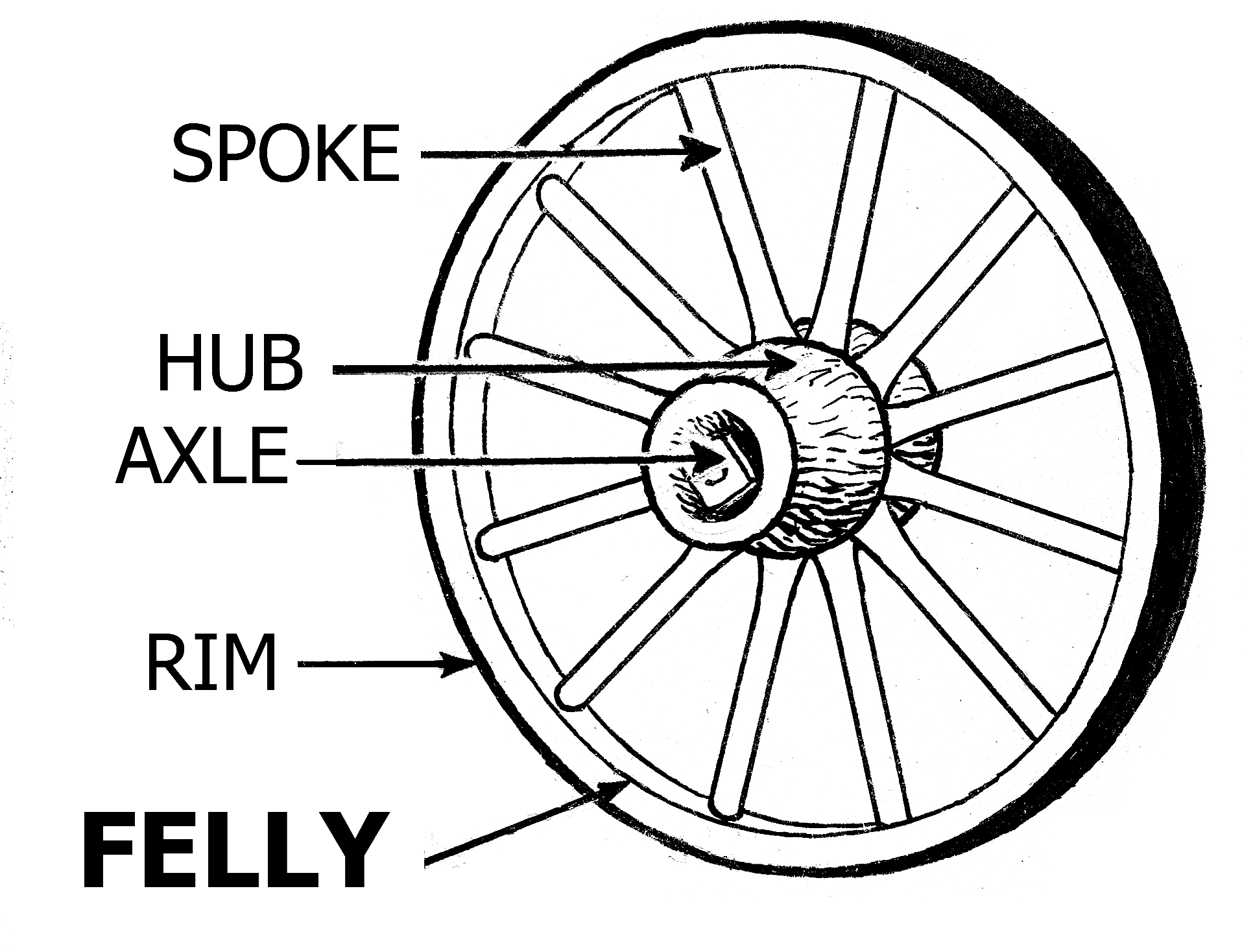
Partes de uma roda

As partes básicas de uma roda são cubo (ou hub), raios, aros (felly) e pneu.
Em uma roda de madeira, o cubo é o bloco central. Ele age como o hub. Uma extremidade de cada raio é fixada no cubo com uma junta de encaixe e espiga. Em rodas mais antigas, o cubo tinha uma manga de 6 polegadas que se encaixava sobre o eixo para evitar que a roda oscilasse; exigia lubrificação frequente. Rodas modernas usam rolamentos metálicos no cubo.
Raios são as peças que se encaixam no cubo ou hub no centro, irradiam para fora e se juntam aos aros na borda externa.
Em uma roda de madeira, um aro é uma das várias peças curvas de madeira que são unidas em um círculo para formar o aro de uma roda. Eles são encaixados nas extremidades externas dos raios. Às vezes escrito "felly".
O número de aros necessários para fazer um círculo variava por região, era e tamanho da roda—com um mínimo de dois semicírculos de madeira dobrada, até múltiplos aros por roda com pelo menos dois raios por aro.
Aros são parte da carpintaria e são vistos apenas em rodas de madeira, não em rodas de carruagem metálicas modernas.
O aro é a borda externa de uma roda, embora alguns se refiram ao pneu como aro.
O pneu ou pneu é uma tira protetora que vai ao redor dos aros. Os pneus eram feitos de ferro ou aço, geralmente como um aro e montados quentes ao redor do aro. Ao esfriar e encolher, apertava as juntas dos raios para os aros e raios para o cubo, fortalecendo a roda e tornando-a mais rígida.
Pneus metálicos são muito barulhentos em superfícies de estrada duras, então muitas rodas de carruagem eram feitas com pneus de borracha sólida encaixados em um canal metálico.
Carruagens esportivas modernas, como a carruagem de maratona, têm pneus de borracha dura e rodas totalmente metálicas. Algumas carruagens leves, como o sulky, têm "raios de bicicleta" metálicos e pneus pneumáticos.
Devido à idade ou ao clima seco, uma roda de madeira encolhia e os aros metálicos ficavam soltos. Rotineiramente, o aro era removido por um wheelwright, 'encolhido', aquecido e recolocado para tornar a roda apertada novamente. As ferramentas para encolher os aros eram chamadas de "tire upsetters" ou "tire shrinkers".

## Coleções de carruagens
- Museu Nacional dos Coches, Portugal
- Museu de carros de cavalos, Portugal
- Palácio de Nymphenburg, Alemanha
- Museu Kunsthistorisches, Áustria
- Museu de Long Island, Estados Unidos
- Colecção Coson, Estados Unidos
- Palácio de Versalhes, França
- Museu da carruagens da América, Estados Unidos
- Colecção Mossman, Inglaterra